# L’Houmeau
L’Houmeau – miejscowość i gmina we Francji, w regionie Nowa Akwitania, w departamencie Charente-Maritime.
Według danych na rok 1990 gminę zamieszkiwało 2486 osób, a gęstość zaludnienia wynosiła 589 osób/km² (wśród 1467 gmin regionu Poitou-Charentes L’Houmeau plasuje się na 105. miejscu pod względem liczby ludności, natomiast pod względem powierzchni na miejscu 1101.).